# Paula Mollenhauer
Paula Mollenhauer   (Hamburg, 22 de desembre de 1908 - Hamburg, 7 de juliol de 1988) va ser una atleta alemanya, especialista en el llançament de disc, i jugadora d'handbol, que va competir entre les dècades de 1920 i 1940.
El 1928 va prendre part en els Jocs Olímpics d'Amsterdam, on fou dotzena en la prova del llançament de disc del programa d'atletisme. Vuit anys més tard, als Jocs de Berlín, va guanyar la medalla de bronze en la mateixa prova del programa d'atletisme.
En el seu palmarès també destaca una medalla de bronze al Campionat d'Europa d'atletisme de 1938 i tres campionats nacionals, el 1929, 1931 i 1943. Posteriorment va formar part de la Junta del Federació Alemanya d'Atletisme.
Com a jugadora d'handbol guanyà diversos títols amb l'equip SC Victoria Hamburg.

## Millors marques
- Llançament de disc. 43,58 metres (1939)[1][2]